# Radio Évangile Développement
Radio Évangile Développement (RED) ist ein Hörfunksender aus dem westafrikanischen Staat Burkina Faso.
Der Sender existiert seit 1993 und wird von verschiedenen christlichen Kirchen und Organisationen betrieben. Ziele sind nach Eigenaussage die Verkündung des Evangeliums und Aufklärung der Bevölkerung zu zahlreichen Entwicklungsthemen in verschiedenen nationalen Sprachen. Vorsitzender des Verwaltungsrates ist Mamadou Karambiri. Der Sitz des Senders befindet sich im Sektor 17 der Hauptstadt Ouagadougou.